# ده نصير (باتشة لك الشرقي)
ده نصیر (بالفارسية: ده نصیر) هي قرية تقع في إيران في قسم باتشة لك الشرقي الریفي. يقدر عدد سكانها بـ 701 نسمة .